# Diploplecta
Genre
Diploplecta est un genre d'araignées aranéomorphes de la famille des Linyphiidae.

## Distribution
Les espèces de ce genre sont endémiques de Nouvelle-Zélande.

## Liste des espèces
Selon World Spider Catalog (version 21.5, 11/11/2020) :
- Diploplecta adjacens Millidge, 1988
- Diploplecta australis (Forster, 1955)
- Diploplecta communis Millidge, 1988
- Diploplecta duplex Millidge, 1988
- Diploplecta nuda Millidge, 1988
- Diploplecta opaca Millidge, 1988
- Diploplecta proxima Millidge, 1988
- Diploplecta pumilio (Urquhart, 1886)
- Diploplecta simplex Millidge, 1988

## Publication originale
- Millidge, 1988 : « The spiders of New Zealand: Part VI. Family Linyphiidae. » Otago Museum Bulletin, vol. 6, p. 35-67.